# Strophurus wellingtonae
Strophurus wellingtonae — вид геконоподібних ящірок родини диплодактилідів (Diplodactylidae). Ендемік Австралії.

## Поширення і екологія
Strophurus wellingtonae мешкають у внутрішніх районах Західної Австралії, від південно-східної Пілбари до півночі регіону Голдфілдс. Вони живуть в акацієвих заростях мульги та в евкаліптових рідколіссях, трапляються у пустелях. Відкладають яйця, в кладці 2 яйця.